# Мелозерка
Мелозерка — река в Тихвинском районе Ленинградской области России и Бабаевском районе Вологодской области России, правый приток Сарожки.
Вытекает из Мелозера на юго-восточном склоне Вепсовской возвышенности в Ленинградской области, течёт на юго-восток, протекает через Сятозеро, и через 250 м после пересечения границы Центрального сельского поселения Бабаевского района Вологодской области впадает в Сарожку в 4,6 км от её устья. Длина реки составляет 10 км. Населённых пунктов на берегах и крупных притоков нет.

## Данные водного реестра
По данным государственного водного реестра России относится к Верхневолжскому бассейновому округу, водохозяйственный участок реки — Суда от истока и до устья, речной подбассейн реки — Реки бассейна Рыбинского водохранилища. Речной бассейн реки — (Верхняя) Волга до Куйбышевского водохранилища (без бассейна Оки).
Код объекта в государственном водном реестре — 08010200212110000007432.